# Khorakhanè (gruppo musicale)
I Khorakhanè sono un gruppo musicale italiano, formatosi a Meldola nel 2001.

## Storia del gruppo
Il gruppo nasce come tribute band a Fabrizio De André, e solo dal 2003 comincia a lavorare a brani inediti, che portano la formazione a vincere l'edizione 2006 di SanremoLab e la conseguente partecipazione al Festival di Sanremo 2007 con il brano “La ballata di Gino”, dove vince il secondo premio della critica nella sezione giovani.
Successivamente altri riconoscimenti: premio MEI come miglior gruppo 2007 Indie POP, la vittoria del Premio PMI, il premio “La Stampa 2007” (quotidiano Nazionale di Torino), il "Premio Mei-Confesercenti 2008" per la promozione della musica italiana all'estero.
Esce nel marzo 2007 “La ballata di Gino”, primo album dei Khorakhanè prodotto Amedeo Minghi e contenente l'omonimo brano presentato al Festival di Sanremo 2007.
Nell'estate 2008 esce un singolo contenente due brani “Svalutation”, cover del celebre brano di Adriano Celentano e un brano inedito, “Canzone per me”
Nell'ottobre 2008 hanno rappresentato l'Italia al POPKOMM di Berlino, fiera internazionale della discografia, condividendo il palco nell'Italian Night con Negrita e Modena City Ramblers.
Esce nel giugno 2009 “5 monete d'oro”, il nuovo singolo che anticipa il secondo album, previsto per gennaio 2010. Il brano è scritto da Massimo Bubola, storico cantautore coautore di tanti brani di Fabrizio De Andrè e autore per altri artisti (da ricordare “Il cielo di Irlanda”, portato al successo da Fiorella Mannoia), con cui il gruppo ha avuto modo di esibirsi live in più occasioni.
Il 29 maggio 2010 ritirano all'Arena di Verona il Wind Music Award, premio assegnato a seguito dell'uscita dell'album "L'esploratore" (maggio 2010) e del video di "Non ho scordato", brano estratto dall'album dedicato alle vittime delle stragi terroristiche degli anni di piombo. L'esibizione viene in seguito trasmessa su Italia 1.
Il 14 agosto 2010 si esibiscono nella sala d'aspetto della II classe della stazione di Bologna, luogo dove scoppiò la bomba del 2 agosto. Una frase tratta dalla canzone "Non ho scordato" (La mia vendetta è la memoria) verrà infatti usata come slogan dall'Associazione tra i familiari delle vittime della strage alla stazione di Bologna del 2 agosto 1980, in occasione del trentennale della ricorrenza della strage.
Nel novembre 2010 esce il brano "Ma quale crisi", realizzato in collaborazione con il MEI (Meeting Etichette Indipendenti), per denunciare la difficile situazione delle operaie dell'OMSA di Faenza, costrette a lasciare il lavoro a causa della delocalizzazione dell'azienda in Serbia.
Esce nel giugno 2012 per la NAR International il singolo "Vino Rosso", dedicato allo scrittore emiliano Pier Vittorio Tondelli, scomparso nel 1991.
Fin dalla nascita, la formazione ha sempre avuto un'intensa attività live che l'ha portata a suonare in tutta Italia e all'estero: Svizzera, Polonia, Egitto, Svezia, Germania, Francia.

## Formazione
- Nicoletta Bassetti, violino
- Marco Versari, pianoforte e fisarmonica
- Fabrizio Coveri, voce
- Pier David Fanti, batteria
- Matteo Scheda, chitarra elettrica, chitarra classica, chitarra acustica
- Gianluca Ravaglia, basso elettrico, contrabbasso

## Discografia

### Album
- 2007 - La ballata di Gino
- 2010 - L'esploratore
- 2019 - Chilometri di nuvole